# Les demoiselles ont eu 25 ans
Les demoiselles ont eu 25 ans（英題：The Young Girls Turn 25）は、1967年公開、ジャック・ドゥミ監督のミュージカル映画『ロシュフォールの恋人たち』に関する1993年のフランスのドキュメンタリー映画。ドヌーヴ姉妹演じる主人公の双子姉妹（25歳）と同じ、公開25周年を記念して制作・公開された。監督はジャック・ドゥミ監督の妻であるアニエス・ヴァルダ。1993年のカンヌ国際映画祭のある視点部門で上映された。